# 张学平
张学平（1955年7月—），安徽寿县人。中国共产党党员。安徽农学院（现安徽农业大学）农学系农学专业毕业，安徽农业大学农经学院经管专业在职研究生学历。历任共青团安徽省委副书记；中共宣城地委副书记、地委书记，宣城市委书记、市人大常委会主任；安徽省委常委、秘书长等职。2008年1月当选安徽省政协副主席。

## 家庭
- 弟弟：张学杰